# Tiago Camilo
Tiago Henrique de Oliveira Camilo (Tupã, 24 de maio de 1982) é um ex-judoca brasileiro, campeão mundial, vice-campeão olímpico e tricampeão pan-americano nas categorias médio, meio-médio e leve. Atualmente, é o diretor do Centro Olímpico de Treinamento e Pesquisa.

## Biografia
Paulista de Tupã, com cinco anos de idade, Tiago Camilo foi assistir ao irmão Luiz Francisco Camilo em uma aula de judô e, no dia seguinte, já estava de Kimono, pronto para estrear no tatame. Medalhista olímpico de prata com apenas 18 anos, nos Jogos de Sydney, Tiago Camilo repetiu o feito em 2008, nos Jogos de Pequim, dessa vez conquistando a medalha de bronze.
Nos Jogos Pan-Americanos do Rio de Janeiro, em 2007, Tiago foi medalha de ouro, mesmo disputando uma categoria acima da sua habitual.
Em setembro de 2007, sagrou-se campeão mundial na categoria meio-médio no Campeonato Mundial realizado no Rio de Janeiro, vencendo todas suas sete lutas por ippon.
Em 12 agosto de 2008, conquistou a medalha de bronze nos Jogos Olímpicos de Pequim, na China. Tiago levou o bronze ao vencer por desistência, com um minuto para o fim da luta, o holandês Guillaume Elmont.
Ao ser derrotado pelo japonês Masashi Nishiyama, Tiago conquistou a medalha de prata, em sua categoria, no Grand Slam de Tóquio, no dia 12 de dezembro de 2010.
Nos Jogos Pan-Americanos de 2015, Tiago conquistou sua terceira medalha de ouro na categoria até 90 kg.

## Destaques
- Além do desempenho nas competições abaixo, Tiago Camilo é octacampeão brasileiro de judô.

| Posição                | Campeonato                   | Local (Ano)                |
| ---------------------- | ---------------------------- | -------------------------- |
| Medalha de prata       | Copa do Mundo                | Havana Cuba 2014           |
| Medalha de ouro        | Jogos Pan-Americanos de 2015 | Toronto Canadá 2015        |
| Medalha de ouro        | Copa do Mundo                | Belo Horizonte Brasil 2009 |
| Medalha de bronze      | Jogos Olímpicos de Pequim    | Pequim China 2008          |
| Medalha de ouro        | Campeonato Mundial           | Rio de Janeiro Brasil 2007 |
| Medalha de ouro        | Jogos Pan-Americanos de 2007 | Rio de Janeiro Brasil 2007 |
| Medalha de bronze      | Copa do Mundo                | Budapeste Hungria 2007     |
| Medalha de ouro        | Copa do Mundo                | Belo Horizonte Brasil 2007 |
| Medalha de ouro        | Campeonato Pan-Americano     | Canadá 2007                |
| Campeão                | Campeonato Sul-americano     | Cali Colômbia 2005         |
| Medalha de bronze      | Korea Cup                    | Coreia do Sul 2005         |
| Vice-campeão           | Super Copa do Mundo          | Hamburgo Alemanha 2004     |
| Bicampeão              | GP Nacional de Judô          | Brasil 2004                |
| Campeão                | GP Nacional de Judô          | Brasil 2003                |
| Vice-campeão           | Super Copa do Mundo          | Paris França 2000          |
| Medalha de prata       | Jogos Olímpicos de Sydney    | Sydney Austrália 2000      |
| Campeão                | Campeonato Pan-Americano     | Tampa Estados Unidos 1999  |
| Campeão Mundial Júnior | Campeonato Mundial           | Cali Colômbia 1998         |
| Campeão                | Jogos Mundiais da Juventude  | Moscou Rússia 1998         |